# Mamuka Gorgodze
Mamuka Gorgodze (მამუკა გორგოძე; nacido en Tiflis el 14 de julio de 1984) es un jugador de rugby georgiano, actualmente jugando en la competición de clubes francesa, el Top 14. Actualmente juega para el equipo más destacado del Top 14 y campeones europeos, Toulon, habiendo firmado con el club en 2014 después de haber jugado para Montpellier desde 2005. Su posición habitual es la de ala o de octavo, pero a principios de su carrera jugó como segunda línea.
Sus antiguos compañeros del Montpellier le apodaron "Gorgodzilla", y "Gulliver" por los aficionados georgianos. Ambos proceden de su impresionante tamaño y su agresiva forma de jugar.
Gorgodze cambió del baloncesto al rugby a la edad de 17 años. Su primer club fue el Lelo en el campeonato de rugby de Georgia. Pronto fue elegido para la selección de rugby de Georgia en 2003 contra España, a los 18 años de edad y no mucho después de haber empezado a jugar al rugby. No fue seleccionado para la Copa Mundial de Rugby de 2003 que tuvo lugar ese mismo año, más tarde. Pero a partir de 2004 se convirtió en jugador regular de Georgia. Fue seleccionado para la Copa Mundial de Rugby de 2007. Salió como titular en tres de los cuatro partidos de Georgia en la Copa Mundial, y fue uno de los jugadores estrellas de Georgia.
Un punto débil de Gorgodze es su indisciplina, ha recibido 16 tarjetas amarillas con Montpellier desde 2007. En 2010 fue suspendido dos veces por luchar, una con Sébastien Pagès contra Albi y la otra vez con Alex Tulou contra Bourgoin.
Fue seleccionado para la Copa Mundial de Rugby de 2011 y jugó todos los partidos de Georgia y fue nombrado "hombre del partido" en dos partidos, contra Inglaterra y Rumanía.
Ha sido seleccionado para la Copa Mundial de Rugby de 2015, salió de titular en el primer partido contra Tonga. Logró un try en el minuto 27, y 27, lo que contribuyó a la victoria de su equipo 10-17, y ser elegido por los aficionados (a través de Twitter) como "Hombre del partido" (Man of the Match). De nuevo lo eligieron "Hombre del partido" en el Nueva Zelanda-Georgia (2.10.2015), dentro de la fase de grupos. Finalmente, anotó otro try en la victoria de su equipo 16-17 sobre Namibia.

## Palmarés y distinciones notables
- Copa de Campeones Europea de Rugby: 2014-2015
- Seleccionado para jugar con los Barbarians